# Liste der deutschen Botschafter in Jamaika
Die Liste der deutschen Botschafter in Jamaika enthält die Botschafter der Bundesrepublik Deutschland in Jamaika. Sitz der Botschaft ist in Kingston.
Der Botschafter ist auch auf den Bahamas akkreditiert, von 2001 bis Juni 2007 bestand zudem eine Zuständigkeit für Belize.
Die Botschaft wurde mit der Unabhängigkeit Jamaikas 1962 eingerichtet.

## Liste
| Name                                     | Amtszeit  | Anmerkungen                            |
| ---------------------------------------- | --------- | -------------------------------------- |
| Burkard Freiherr von Müllenheim-Rechberg | 1962–1965 | bis Februar 1963 Konsul                |
| Philipp Schmidt-Schlegel                 | 1965–1968 |                                        |
| Kurt Schmidt                             | 1968–1975 |                                        |
| Klaus Timmermann                         | 1975–1980 |                                        |
| Karl Leuteritz                           | 1980–1983 |                                        |
| Richard Wagner                           | 1983–1986 |                                        |
| Rolf Enders                              | 1986–1989 |                                        |
| Nils Grueber                             | 1989–1993 |                                        |
| Wilfried Bolewski                        | 1993–1997 |                                        |
| Adolf Ederer                             | 1997–2001 |                                        |
| Christian Hausmann                       | 2001–2005 |                                        |
| Volker Schlegel                          | 2005–2007 |                                        |
| Jürgen Engel                             | 2007–2011 |                                        |
| Josef Beck                               | 2011–2014 |                                        |
| Joachim Schmillen                        | 2014–2018 |                                        |
| Bernd von Münchow-Pohl                   | 2018–2021 |                                        |
| Stefan Keil                              | 2021      | Am 16. Dezember 2021 im Amt verstorben |
| Jan Hendrik van Thiel                    | 2022–     |                                        |